# Eugenia grossa
Eugenia grossa är en myrtenväxtart som beskrevs av Bruce K. Holst och Maria Lucia Kawasaki. Eugenia grossa ingår i släktet Eugenia och familjen myrtenväxter.
Artens utbredningsområde är Ecuador. Inga underarter finns listade i Catalogue of Life.